# 门夫里利亚
门夫里利亚，是西班牙卡斯蒂利亚-拉曼恰雷阿尔城省的一个市镇。 总面积144平方公里，总人口6591人（2001年），人口密度46人/平方公里。

## 友好城市
- 法國 米尔博